# Giancarlo Mazzoli
Giancarlo Mazzoli (Brescia, 17 agosto 1940) è un latinista italiano, professore emerito presso l'Università di Pavia.

## Biografia
Giancarlo Mazzoli si formò presso l'Università di Pavia, dove fu allievo di Enrica Malcovati, nonché alunno dell'Almo Collegio Borromeo.
Dopo un periodo di insegnamento di ruolo di latino e greco nei licei, Mazzoli fu dapprima assistente di Letteratura latina (1969-1971) e poi docente di Storia della lingua latina (1971-1981) presso l'Ateneo pavese. Dal 1981-1982 insegnò in qualità di professore ordinario Lingua e letteratura latina presso le università di Sassari e poi di Verona. Dall'anno accademico 1986-1987 è stato ordinario ed è dal 2012 emerito di Letteratura latina presso l'Università di Pavia.
La sua attività di ricerca si è concentrata soprattutto su Seneca, di cui Mazzoli è considerato tra i maggiori studiosi contemporanei. Più in generale gli studi di Mazzoli hanno interessato gran parte degli autori della letteratura latina, dalle origini fino alla letteratura di età cristiana, con particolare interesse per la letteratura tardo-repubblicana e della prima età imperiale, oltreché al Fortleben moderno degli autori classici.
Inoltre è direttore onorario della rivista Athenaeum, oltre che vice coordinatore del Centro di Studi sulla Fortuna dell'Antico "Emanuele Narducci" di Sestri Levante.

## Premi e riconoscimenti
Nel 2005 gli è stato conferito il Praemium Classicum Clavarense da parte della sezione di Chiavari dell'Associazione Italiana di Cultura Classica. È membro effettivo dell'Istituto Lombardo, Accademia di Scienze e Lettere, di Milano e socio nazionale non residente dell'Accademia delle Scienze di Torino.

## Pubblicazioni
- Giancarlo Mazzoli, Seneca e la poesia, Milano, Ceschina, 1970.
- Giancarlo Mazzoli,  Il chaos e le sue architetture. Trenta studi su Seneca tragico, Palermo, Palumbo, 2016.
- Giancarlo Mazzoli, Orme della memoria nella letteratura latina tardoantica, Bari, Edipuglia, 2022.